# Chiesa di San Faustino (Nembro)
La chiesa di San Faustino  è un luogo di culto cattolico di Nembro, in provincia e diocesi di Bergamo, posta nell'omonima localitàe. La chiesa è sussidiaria della parrocchiale di San Martino.

## Storia
La chiesa ha una storia molto antica, risulta sia stata edificata nel 1248, posta in una posizione decentrata, tra i campi coltivati a vite di cui godevano i benefici i canonici della chiesa di San Martino. La sua ubicazione la portò a essere abbandonata dai fedeli per lunghi periodi diventando anche luogo di accoglienza per senzatetto e banditi, non essendo sotto il controllo da parte dei valligiani se non il giorno della festa patronale quando venivano celebrati i riti liturgici, e le rogazioni, celebrazioni annuali che si svolgevano lungo i campi coltivati, in primavera, e che dovevano augurare una buona stagione agricola.

Nella visita pastorale diocesana dell'arcivescovo di Milano san Carlo Borromeo del 1575, viene indicata come chiesa campestre dove le celebrazioni eucaristiche venivano celebrate solo il 15 febbraio di ogni anno, giorno dedicato al santo patrono. Il documento riporta: 
(Atti della visita pastorale di san Carlo Borromeo)
 Per questo fu ordinato che venisse posto un sacerdote come custode, che la tenesse in ordine e che ne conservasse le chiavi.

Malgrado queste indicazione le visite pastorali successive non indicano un miglioramento della situazione. Il 30 giugno 1613 la relazione del vescovo Giovanni Emo conferma la presenza di briganti e ladri: 
(relazione della visita di Giovanni Emo)
Le indicazioni non cambiarono nelle successive relazioni, in particolare nel 1738 con decreto il vescovo Antonio Redetti ordinò entro sei mesi la rimozione di alcune tavole che stavano poste sopra l'altare maggiore e che la patena doveva essere dorata.
Solo nel XIX secolo quando l'aumento demografico conseguente all'industrializzazione del territorio e la vicina tessitura Crespi,, venne restaurata. Fu proprio la famiglia Crespi a contribuire alla spesa per i lavori del 1923 e 1924. Nel 1965 l'edificio fu oggetto di una completa ricostruzione su progetto dell'architetto Vittorio Sonzogni, grazie anche al sacerdote don Giuseppe Adobati, cappellano locale. L'antica chiesa fu completamente modificata, di questa venne mantenuta solo la facciata, e l'ingresso con il pronao, con l'aggiunta di una sezione verso sud.
Il nuovo edificio di culto fu benedetto da Clemente Gaddi il 28 maggio 1967.

## Descrizione

### Esterno
Del fabbricato originale trecentesco rimane la facciata con il portale completo di due colonnette che reggono il pronao, mentre quattro colonne reggono il portico con apertura ad arco a tutto sesto nelle tre aperture. Un viale in cubetti di porfido anticipa il sagrato che percorre tutto il perimetro della chiesa. La facciata ha un prolungamento verso sud, realizzato nel Novecento.

### Interno
L'interno si presenta a navata unica di grandi dimensioni e molto moderna, adatta alla nuova realtà del territorio che ha una intensità abitativa superiore. Nulla è più rintracciabile della chiesa precedente, neppure le decorazioni che non furono indicate neppure nelle relazioni delle visite pastorali.